# Кавова кантата
Schweigt stille, plaudert nicht, знана як Кавова кантата (BWV 211) — кантата Йоганна Себастьяна Баха, написана між 1732 і 1734 роками. Лібрето до кантати написав Християн Фрідріх Хенрік (працював тоді під псевдонімом Пікандер). Українською мовою була перекладена Максимом Стріхою у 2000-х роках.

## Історія створення
Це твір Й.С. Бах написав на замовлення кавового будинку Циммермана в Лейпцигу, ставши керівником Музичної колегії (Collegium Musicum) світського ансамблю в тому місті. У цьому кавовому будинку Бах працював з 1729 р. і час від часу за замовленням його власника писав музику, виконувану в будинку щоп'ятниці взимку і щосереди влітку. Двогодинні концерти в кавовому будинку Циммермана (нім. Zimmermannsche Kaffeehaus) були популярними серед містян. Кантата була вперше виконана в середині 1734 р., а вперше опублікована в 1837 р. Кав'ярня Циммермана проіснувала до Другої світової війни, коли була зруйнована в результаті бомбардувань. 
Однією з причин написання Бахом цієї жартівливої кантати став рух в Німеччині на заборону кави для жінок (передбачалося, що кава робить їх стерильними). Ключова арія кантати: «Ах! Яка солодка на смак кава! Ніжніша, ніж тисяча поцілунків, солодша, ніж мускатне вино!» 
На початку XVIII століття кава лише почала набувати популярності серед середнього класу, а відвідини кавових будинків були схожі на відвідування клубів у пізніші часи. Багато німців з недовірою ставилися до нового напою: вони віддавали перевагу традиційному пиву і взагалі погано сприймали все, що не було німецьким. У багатьох місцях продаж кави обкладався високими податками, а в деяких землях була й зовсім заборонена. Власник кав'ярні, замовляючи Баху гумористичний твір про каву, хотів популяризувати цей напій.

## Зміст
У кантаті 3 дійові особи: 
- оповідач (тенор),
- пан Шлендріан (бас) — звичайний бюргер, що не любить каву,
- його дочка Лісхен (сопрано), навпаки, захоплена цим напоєм.

Твір складається з 10 частин (перемежовуються речитативи та арії, закінчується все тріо). Починається твір вступом оповідача, що просить слухачів сидіти тихо і представляє їм Шлендріана з дочкою. Шлендріан, дізнавшись про захоплення дочки, намагається відмовити її від вживання напою, але Лісхен залишається вірною каві, описуючи батькові її чудовий смак. 
Шлендріан намагається придумати покарання для Лісхен, але вона погоджується на будь-яку незручність заради кави. Зрештою батько погрожує не видавати її заміж, поки вона не відмовиться від напою: Лісхен удає, що погоджується, але потім оповідач пояснює слухачам, що вона не піде заміж за того, хто не дозволить їй пити каву, коли вона захоче. Кантата завершується куплетом тріо, який констатує прихильність до кави усіх німецьких дівчат.

## Інструментальний склад
- флейта;
- 2 скрипки;
- альт;
- клавесин

## Переклад українською
Переклад українською мовою був зроблений Максимом Стріхою. В цьому перекладі "Кавова кантата" звучала у виконанні солістів Оксани Петрикової, Віктора Тетері Тараса Менделя у супроводі ансамблю під керівництвом Наталії Свириденко в Києві та Львові.